# Carmen Felicia Tănăsescu
Carmen Felicia Tănăsescu (n. 27 decembrie 1961) este un fost senator român, în cadrul Partidului Național Liberal. Carmen Felicia Tănăsescu a fost validată ca senator pe data de 19 decembrie 2007, inlocuindu-l pe Nicolae Popa. În cadrul activității sale parlamentare, Carmen Felicia Tănăsescu a fost membru în grupurile parlamentare de prietenie cu Irlanda, Republica Federală Germania și Republica Polonă.

## Biografie
1976 – 1980 Andrei Saguna National College, University of Brasov Maths Faculty.
1980 – 1984 University of Bucharest Physics Faculty.
2005 – 2007 SNSPA București.
Noiembrie 1997 – septembrie 2001, aprilie 2005 – aprilie 2009 -Inspector școlar.
2004 - 2008  senator în circumscripția electorală nr.8 BRAȘOV.
Septembrie 1990 – Prezent Profesor de fizică la Colegiul Andrei Saguna.

Septembrie 2021- Prezent director al Colegiului Național “Andrei Saguna”
1. ↑  „Tanasescu Carmen Felicia”. www.cdep.ro. Arhivat din original la 16 decembrie 2021. Accesat în 16 decembrie 2021.
2. ↑  Carmen Tanasescu. „Carmen Tanasescu - LinkedIn”. Carmen Tanasescu. Accesat în 16 decembrie 2021.